# Keelara, Mandya
Keelara là một làng thuộc tehsil Mandya, huyện Mandya, bang Karnataka, Ấn Độ.